# 長野県立こども病院
長野県立こども病院（ながのけんりつこどもびょういん）は、長野県安曇野市豊科にある医療機関。地方独立行政法人長野県立病院機構が運営する小児専門病院である。
完全予約制で他の病院・診療所の紹介状が必要である。小児高度医療だけでなく周産期母子医療（妊娠から出産・新生児医療）を一体的に行うための施設である母子医療センターを併設している。長野県で唯一の総合周産期母子医療センターと小児救命救急センターの認定施設。県内でも心臓外科手術の件数が高い。

## 診療科
- 総合小児科
- 新生児科
- 血液腫瘍科
- 神経小児科
- 精神科（こころの診療科）
- 遺伝科
- 眼科
- 耳鼻咽喉科
- 循環器小児科
- 小児外科
- 整形外科
- 形成外科
- 脳神経外科
- 心臓血管外科
- 皮膚科
- 泌尿器科
- 産科
- アレルギー科
- 小児集中治療科
- 麻酔科
- リハビリテーション科
- 臨床検査科
- 放射線科

他に診療科としては入っていないが「総合母子保健科」も存在する。

## 歴史
- 1993年（平成5年）5月 - 開院。
- 2000年（平成12年）9月 - 周産期母子医療センター開設。
- 2001年（平成13年）4月 - 総合母子保健科設置。
- 2004年（平成16年）4月 - 当病院をモデルにしたドラマ「電池が切れるまで」（テレビ朝日系列）が放映。
- 2010年（平成22年）4月1日 - 地方独立行政法人長野県立病院機構に移管。

## 交通アクセス
- 長野自動車道安曇野インターチェンジから車で約5分。
- JR大糸線豊科駅よりタクシーで約3.2km。
  - 同じくJR大糸線 南豊科駅から約2km。
- JR篠ノ井線田沢駅からタクシーで約3.8km。
  - 病院に乗り入れるバスはない。かつては安曇野市豊科地域振興バスが運行していたが、2007年9月7日をもって運行を休止している。